# Euclides da Cunha (Bahia)
Euclides da Cunha és un municipi brasiler de l'estat de Bahia. S'localitza a una latitud 10º 30' 27" sud i una longitud 39º 00' 57" oest, i a una altitud de 472 metres al nivell del oceà. La seva població d'acord amb el cens 2020, s'estima en 60.858 persones. El municipi possueix una superfície de 2.028,421 m².
El lloc on se situa el municipi antigament fou habitada pels indis caimbés d'ètnia tupiniquim. Va començar a ser habitada al segle xix per colons de la mateixa província per a la cria de bestiar i per al cultiu, on encara avui és l'economia de la ciutat. El poblat que fou desenvolupat al llarg de les dècades, s'ha transformat en vila amb el nom de Cumbe, sent desmembrat del municipi de Monte Santo. En 1933, la vila fou ascendit a ciutat, amb el districte de Canudos, localitat que va ser devastada per la guerra contra l'exèrcit brasiler en el segle anterior. La ciutat va rebre el seu nom actual el 1938, en honor de l'escriptor de l'Os Sertões, suggerit per l'escriptor brasiler José Aras.